# Богић (презиме)
Богић је српскохрватско мушко име и презиме, које претежно носе етнички Срби, изведено од речи бог. Може се односити на:
Име
- Богић Богићевић, босански политичар
- Богић Богићевић (1955–2017), српски фудбалски тренер
- Богић Рисимовић (1926–1986), југословенско-српски сликар
- Богић Вујошевић (1992) српско-аустријски кошаркаш

Презиме
- Георгије Богић (1911–1941), жртва убиства и српски православни светац
- Никола Богић (1981), српски фудбалер